# След матрицы
След ма́трицы — сумма всех элементов главной диагонали квадратной матрицы, то есть если {\displaystyle a_{ij}} — элементы квадратной матрицы {\displaystyle A}, то её след {\displaystyle \operatorname {tr} A=\sum _{i}a_{ii}}. Операция взятия следа отображает пространство квадратных матриц в поле, над которым определена матрица (для действительных матриц — в поле действительных чисел, для комплексных матриц — в поле комплексных чисел). Матрицы с нулевым следом называют бесследовыми (от англ. traceless или tracefree).
В математических текстах встречается два обозначения операции взятия следа: {\displaystyle \operatorname {tr} A} (от англ. trace — след), и {\displaystyle \operatorname {Sp} A} (от нем. Spur — след).
В тензорном исчислении следом тензора второго ранга называется сумма его диагональных элементов. Независимо от ковариантности и контравариантности компонент, след тензора второго ранга вычисляется как двойное скалярное произведение тензора с метрическим тензором и является первым инвариантом:
{\displaystyle \operatorname {tr} A=I_{1}(A)=g\cdot \cdot A}.

## Определение
Под следом квадратной матрицы {\displaystyle A} размера {\displaystyle n\times n} понимают:
{\displaystyle \operatorname {tr} A=\sum _{i=1}^{n}a_{ii}=a_{11}+a_{22}+\cdots +a_{nn},}
где {\displaystyle a_{ii}} — элементы главной диагонали: 
{\displaystyle \operatorname {tr} {\begin{pmatrix}\color {red}{a_{11}}&\cdots &a_{1n}\\\vdots &\color {red}{\ddots }&\vdots \\a_{n1}&\cdots &\color {red}{a_{nn}}\end{pmatrix}}=\sum _{i=1}^{n}\color {red}{a_{ii}}}. 

## Свойства
- Линейность {\displaystyle \operatorname {tr} (\alpha A+\beta B)=\alpha \operatorname {tr} A+\beta \operatorname {tr} B}.
- {\displaystyle \operatorname {tr} (AB)=\operatorname {tr} (BA)}.
Следствие: след одинаков для всех подобных матриц: {\displaystyle \operatorname {tr} (C^{-1}AC)=\operatorname {tr} A}.
- {\displaystyle \operatorname {tr} A=\operatorname {tr} A^{\mathrm {T} }}, где {\displaystyle \mathrm {T} } означает операцию транспонирования.
- {\displaystyle \ln \det A=\operatorname {tr} \ln A}.
- Если {\displaystyle A\otimes B} — тензорное произведение матриц A и B, то {\displaystyle \operatorname {tr} A\otimes B=(\operatorname {tr} A)(\operatorname {tr} B)}.
- След матрицы равен сумме её собственных значений.
- Определитель квадратной матрицы {\displaystyle n\times n} можно выразить через следы степеней этой матрицы, не превосходящие {\displaystyle n}. Например {\displaystyle \det A_{3\times 3}={\frac {1}{6}}\left((\operatorname {tr} A)^{3}-3\operatorname {tr} A\cdot \operatorname {tr} A^{2}+2\operatorname {tr} A^{3}\right)}.

### Геометрическое свойство
- {\displaystyle \det(E+G\varepsilon )=1+\operatorname {tr} G\varepsilon +o(\varepsilon )},

где E — единичная матрица, ε — бесконечно малое число. То есть бесконечно малое линейное преобразование изменяет объём на величину, пропорциональную следу генератора этого преобразования в первом порядке по его малому параметру. Иными словами, скорость изменения объёма при таком преобразовании равна следу его генератора.
- Следствия:
  - {\displaystyle \det \exp(G\alpha )=1+\operatorname {tr} G\alpha } для малых α.
  - Для того, чтобы преобразования не меняли объём, достаточно того, чтобы их генераторы были бесследовыми.